# Pteris maissonieri
Pteris maissonieri là một loài dương xỉ trong họ Pteridaceae. Loài này được ht.Sander & Gard.Chr. mô tả khoa học đầu tiên năm 1903.
Danh pháp khoa học của loài này chưa được làm sáng tỏ. 